# Żylak promienisty

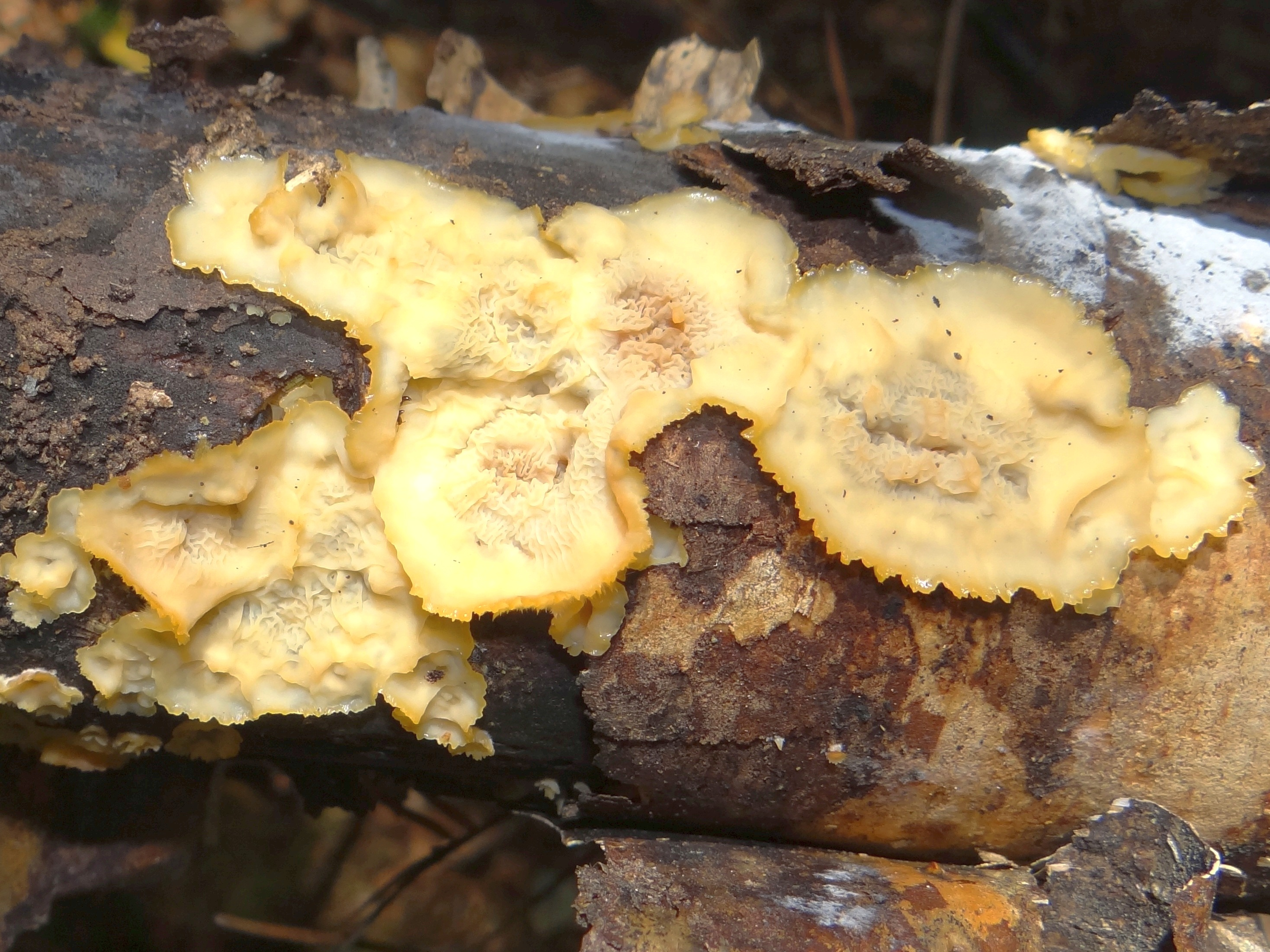

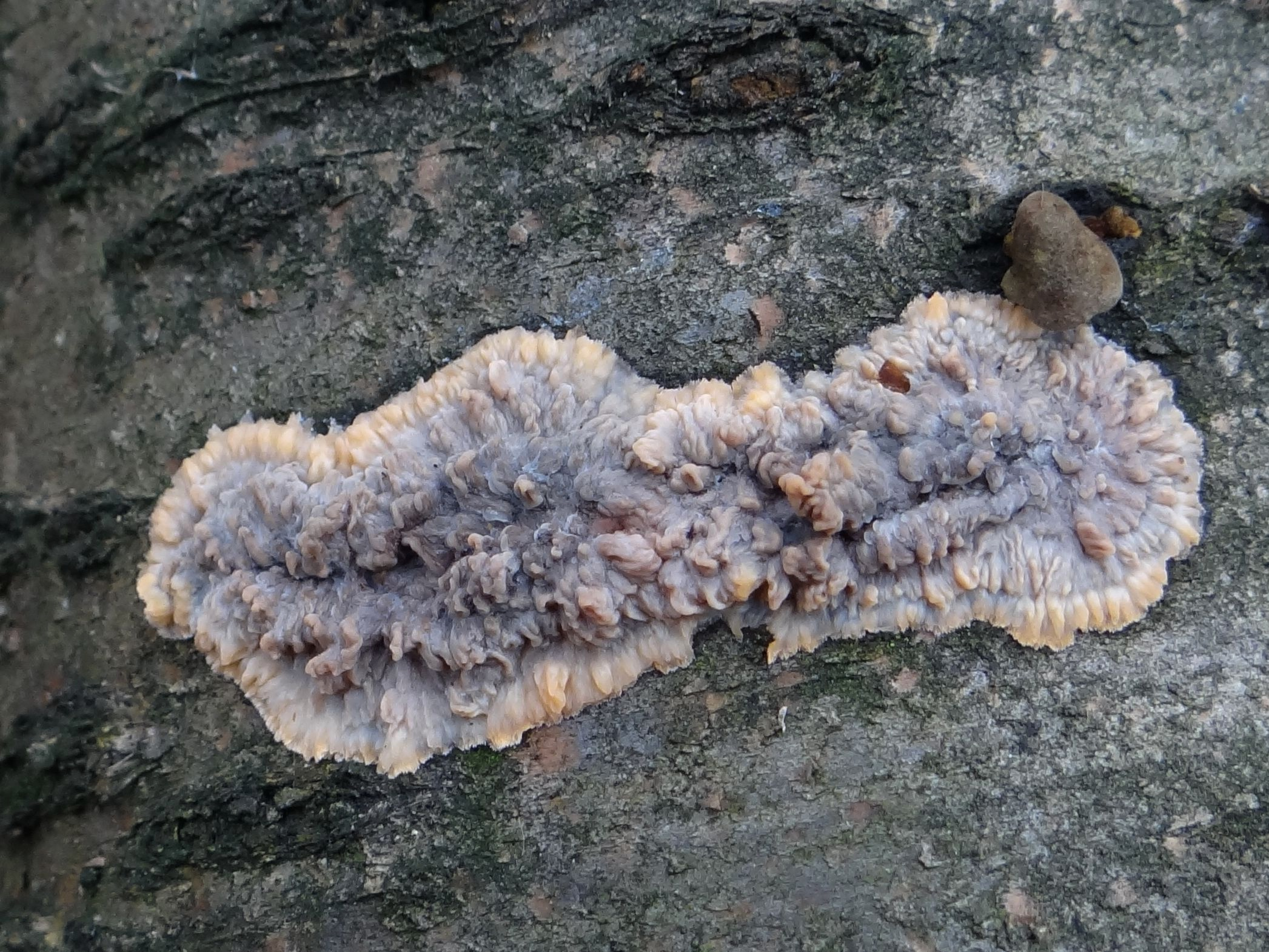
Młody owocnik żylaka promienistego

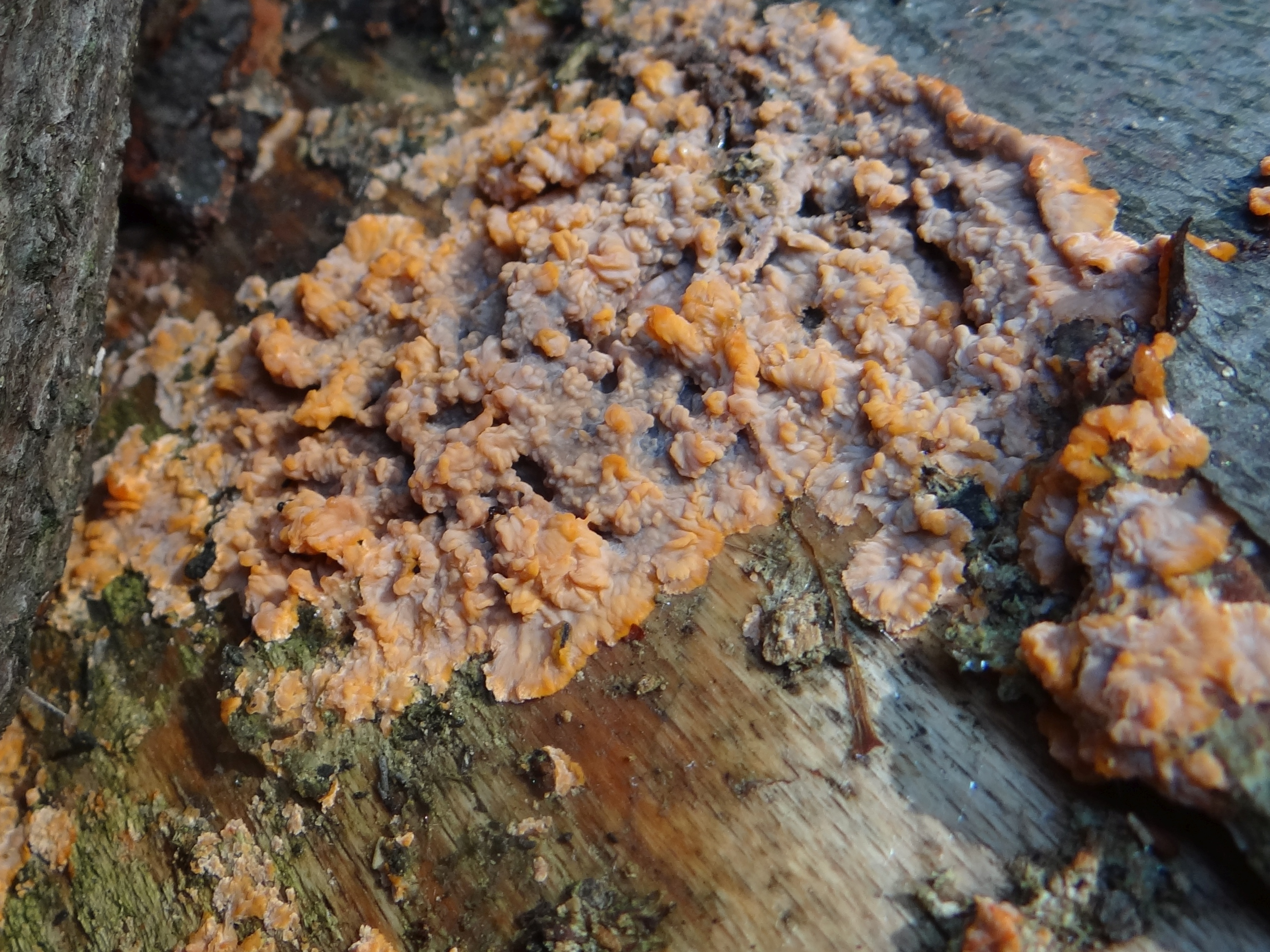

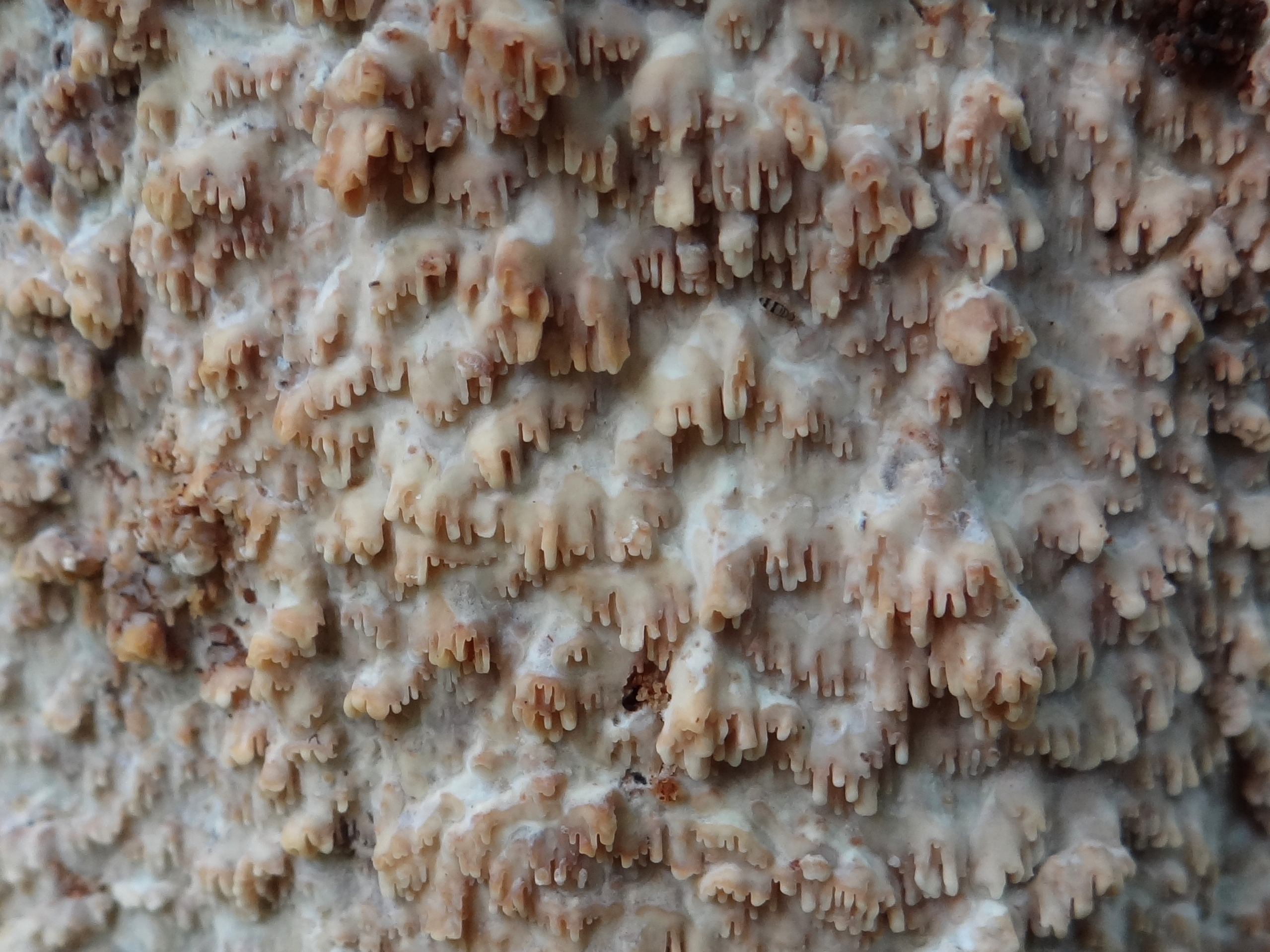

Żylak promienisty (Phlebia radiata Fr.) – gatunek grzybów z rodziny strocznikowatych (Meruliaceae).

## Systematyka i nazewnictwo
Pozycja w klasyfikacji według Index Fungorum: Phlebia, Meruliaceae, Polyporales, Incertae sedis, Agaricomycetes, Agaricomycotina, Basidiomycota, Fungi.
Po raz pierwszy opisał go Elias Fries w 1821 r. Synonimów ma 23. Niektóre z nich:

- Auricularia aurantiaca Sowerby
- Hydnum carneum (Fr.) Fr.
- Irpex carneus (Fr.) Fr.
- Merulius contortus (Fr.) Höhn.
- Merulius fulvus Lasch
- Merulius merismoides Fr.
- Phlebia aurantiaca (Schumach.) J. Schröt.
- Phlebia aurantiaca var. radiata (Fr.) Bourdot & Galzin
- Phlebia cinnabarina Schwein.
- Phlebia contorta Fr.
- Phlebia kriegeriana Henn.
- Phlebia merismoides (Fr.) Fr.,
- Radulum carneum (Fr.) Fuckell
- Sistotrema carneum Fr.
- Xylodon carneus (Fr.) Kuntze[2].

Nazwę polską nadali Barbara Gumińska i Władysław Wojewoda w 1968 r. W polskim piśmiennictwie mykologicznym gatunek ten ma też inne nazwy: żylak kosmaty i żylak ukośny.

## Morfologia
Owocnik
Grzyb tremelloidalny. Owocniki grubości do 8 mm, początkowo koliste lub owalne, później szeroko rozrastające się. Są płasko rozpostarte i całkowicie przyrośnięte do podłoża, rzadziej z odwiniętym brzegiem. Brzeg postrzępiony. Poszczególne owocniki rosnąc zrastają się z sąsiednimi pokrywając znaczny obszar. Barwa blado-mięsno-różowawa lub pomarańczowo-czerwonawa, z wyraźnymi żyłkami lub fałdkami hymenoforu rozchodzącymi się promieniście.
Hymenofor
W postaci rozchodzących się promieniście fałd, żyłek. Koloru blado-różowego, pomarańczowego do czerwonego, z wiekiem ciemnieje do brązowego lub szarzeje.
Miąższ
Galaretowaty lub mięsisto-woskowaty.
Wysyp zarodników
Biały. Zarodniki cylindryczne, ziarenkowate i gładkie o rozmiarach 4,5–6 × 1,5–2,5 μm.
Gatunki podobne
Strocznik trzęsakowaty (Merulius tremellosus) ma podobną spodnią warstwę owocnika, jednak w odróżnieniu od ściśle przylegającego do podłoża żylaka promienistego tworzy zwykle małe kapelusze lub ostające płaty. Podobna jest także żylica olbrzymia.

## Występowanie i siedlisko
Najwięcej stanowisk żylaka promienistego opisano w Ameryce Północnej i Europie, ale występuje także w Ameryce Południowej, Afryce i Nowej Zelandii. W Polsce jest dość pospolity.
Występuje w lasach, parkach, ogrodach, sadach. Rośnie na pniakach, leżących na ziemi pniach i gałęziach, głównie na drewnie drzew liściastych: Alnus glutinosa, Betula pendula, Carpinus, Fagus, Populus tremula, Quercus petraea, Duercus sp., Salix caprea, Sorbus aucuparia, Tilia, rzadziej na iglastych: na jodle pospolitej, świerku pospolitym i uprawianej sośnie czarnej. Owocniki występują cały rok. Częsty w całej Polsce, szczególnie w lasach liściastych.

## Znaczenie
Grzyb niejadalny. Saprotrof, może wywoływać w drewnie białą zgniliznę drewna.